# Cladonia consimilis
Cladonia consimilis är en lavart som beskrevs av Vain. Cladonia consimilis ingår i släktet Cladonia och familjen Cladoniaceae.   Inga underarter finns listade i Catalogue of Life.